# Sandøy
Gmina Sandøy (norw. Sandøy kommune) – norweska gmina leżąca w regionie Møre og Romsdal. Jej siedzibą jest wyspa Sandøy.
Sandøy jest 428. norweską gminą pod względem powierzchni.

## Demografia
Według danych z roku 2005 gminę zamieszkuje 1274 osób, gęstość zaludnienia wynosi 64,87 os./km². 
Pod względem zaludnienia Sandøy zajmuje 386. miejsce wśród norweskich gmin.
| ludność stan na 1 stycznia 2005 |         |           |       |
|                                 | kobiety | mężczyźni | razem |
| osób                            | 624     | 650       | 1274  |
| %                               | 48,98%  | 51,02%    | 100%  |

| wykształcenie stan na 1 października 2004 |        |         |        |        |
|                                           | podst. | średnie | wyższe | niezn. |
| osób                                      | 266    | 644     | 119    | 16     |
| %                                         | 25,45% | 61,63%  | 11,39% | 1,53%  |

## Edukacja
Według danych z 1 października 2004:
- liczba szkół podstawowych (norw. grunnskolar): 1
- liczba uczniów szkół podst.: 143

## Władze gminy
Według danych na rok 2011 administratorem gminy (norw. rådmann) jest Lasse Larsson Fjørtoft, natomiast burmistrzem (norw. ordfører, d. borgermester) jest Oddvar Harry Myklebust.